# David Campbell-James
David Campbell-James (Chester, 29 de diciembre de 1949) es un deportista británico que compitió en vela en la clase Tornado. Ganó dos medallas en el Campeonato Europeo de Tornado, oro en 1980 y plata en 1982.

## Palmarés internacional
| Campeonato Europeo | Campeonato Europeo                 | Campeonato Europeo | Campeonato Europeo |
| Año                | Lugar                              | Medalla            | Clase              |
| ------------------ | ---------------------------------- | ------------------ | ------------------ |
| 1980               | Castiglione della Pescaia (Italia) | Medalla de oro     | Tornado            |
| 1982               | Torbole (Italia)                   | Medalla de plata   | Tornado            |